# Aguieira (Lesende)
Aguieira (Oficialmente A Aguieira) es una aldea situada en la parroquia de Lesende en el municipio de Lousame, provincia de La Coruña, Galicia, España. 
En 2021 tenía una población de 3 habitantes (1 hombre y 2 mujeres). Está situada a 318 metros sobre el nivel del mar a 7,7 km de la cabecera municipal. Las localidades más cercanas son Vilacova y Vilar de Reconco.